# Lee-Roy Atalifo
Lee Roy Atalifo (10 de maio de 1988) é um jogador de rugby fijiano, que joga na posição de forward.

## Carreira
Lee Roy Atalifo integrou o elenco da Seleção de Rugby Union de Fiji na Copa do Mundo de Rugby Union de 2015.